# Oroszlány
Oroszlány là một thành phố thuộc hạt Komárom-Esztergom, Hungary. Thành phố này có diện tích 75,86 km², dân số năm 2010 là 18701 người, mật độ 247 người/km².